# Monaster Ostrog
Monaster Ostrog – prawosławny klasztor w Czarnogórze.
Monaster został założony w XVII stuleciu przez metropolitę zahumskiego i hercegowińskiego Bazylego (Jovanovicia), kanonizowanego jako św. Bazyli Ostrogski, który przebywał w nim przez kilka ostatnich lat życia, do śmierci w 1671. Kompleks monasteru położony jest częściowo w skałach wznoszących się ponad Równiną Bjelopavlicką, częściowo u ich podnóża, przy czym zabudowania tzw. dolnego monasteru, z celami dla mnichów, są znacznie młodsze od górnych – powstały po 1820. Fundatorem ich rozbudowy był m.in. rosyjski car Mikołaj II. Klasztor posiada cztery cerkwie: główną, wykutą częściowo w skałach cerkiew Wprowadzenia Matki Bożej do Świątyni, jak również cerkiew Krzyża Świętego i Trójcy Świętej oraz najmłodszą, poświęconą w 2005 cerkiew św. nowomęczennika Stanka. W dwóch pierwszych wymienionych obiektach znajdują się zespoły siedemnastowiecznych fresków, ukończonych w 1667. Obecny zewnętrzny wygląd świątyń nadano im w 1926. W głównej świątyni klasztornej znajduje się 17 dzwonów, z czego największy, o wadze 11 ton, jest równocześnie największym dzwonem na Bałkanach.
Jest to najczęściej odwiedzany przez pielgrzymów i turystów monaster w Czarnogórze. Wierni prawosławni oddają szczególną cześć przechowywanym w nim relikwiom fundatora monasteru. Za cudotwórcze, zwłaszcza przy bezpłodności uważane są również krzew winorośli oraz źródło, jakie według tradycji pojawiły się w Ostrogu po śmierci założyciela monasteru na zboczu skały, na której wznosi się monaster. W 1678 do klasztoru zostały przeniesione relikwie jego założyciela, które według tradycji nie rozłożyły się, wydawały przyjemną woń i z których wydobywała się mirra. Zostały one wystawione obok ikonostasu głównej świątyni.
W 2010 r., według danych z oficjalnej witryny Metropolii Czarnogóry i Przymorza, w klasztorze przebywało 12 zakonników. Monaster posiada placówkę filialną – skit św. Jana Chrzciciela w Jovan dole.
Święto klasztoru odbywa się w dniach 11–12 maja, gdy przypada wspomnienie św. Bazylego Ostroskiego.